# Imiquimod
Imiquimod (in fase sperimentale conosciuto con la sigla R-837) è un farmaco che agisce come un immunomodulatore, cioè come un modificatore della risposta immunitaria. In Italia viene venduto dalla società farmaceutica Meda AB con il nome commerciale di Aldara nella forma farmaceutica di crema contenente il 5% di principio attivo, e anche col nome commerciale di Imunocare.

## Chimica
Imiquimod può essere sintetizzato a partire dal composto 4-cloro-3-nitrochinolina:

## Farmacodinamica
Il meccanismo d'azione del farmaco non è ancora completamente chiarito. È noto che sulle cellule immunitarie esiste uno specifico recettore di membrana per l'imiquimod, probabilmente il toll-like receptor 7 (TLR7), la cui interazione con la molecola determina una complessa risposta da parte del sistema immunitario, che verosimilmente determina l'attivazione dei linfociti T helper di tipo 1 (Th1).
Le cellule attivate da imiquimod tramite TLR-7 iniziano a secernere numerosi tipi di citochine, principalmente interferone-α (IFN-α) , interleuchina-6 (IL-6) ed il fattore di necrosi tumorale-α (TNF-α).

Vi è anche evidenza che imiquimod, quando applicato alla cute, possa portare all'attivazione delle cellule di Langerhans, le quali in un secondo tempo migrano verso i linfonodi locali per attivare il sistema immunitario adattativo.

Altri tipi di cellule attivate da imiquimod includono le cellule natural killer, i macrofagi ed i linfociti B.
Ulteriori studi suggeriscono che imiquimod possa esercitare i suoi effetti determinando una aumentata espressione (upregulation) del recettore (OGFr) del fattore di crescita degli oppioidi (OGF; [Met (5)]-encefalina). Un blocco della funzione di questo recettore OGFr ottenuto impiegando uno short interfering RNA (siRNA o RNA interferente breve) ha comportato la perdita di qualsiasi effetto antiproliferativo da parte di imiquimod.

## Usi clinici
Nei soggetti adulti viene impiegato nel trattamento di alcune malattie della cute quali i condilomi acuminati esterni della regione genitale e perianale e nella malattia di Bowen. Viene inoltre utilizzato nel trattamento dei carcinomi basocellulari superficiali e di dimensioni limitate.
Trova anche indicazione nella terapia di aree di cheratosi attinica presenti sul viso e sul cranio quando non è possibile od opportuno ricorrere ad altre opzioni terapeutiche, ad esempio la crioterapia, perché il numero o le dimensioni delle lesioni possono limitarne l'efficacia oppure l'accettabilità da parte del paziente.
Spesso il trattamento con imiquimod crema fa seguito ad un intervento chirurgico, in quanto la terapia chirurgica sembra offrire una migliore possibilità di trattare in modo efficace alcune forme di cancro della cute.
Imiquimod è stato anche testato per il trattamento del mollusco contagioso. Sono stati eseguiti due grandi studi randomizzati e controllati, i quali, tuttavia, non hanno trovato alcuna evidenza di efficacia della molecola nel trattamento di bambini affetti da mollusco contagioso- Inoltre nel corso dello studio sono stati anche notati diversi effetti avversi.
Imiquimod è stato testato anche per il trattamento della neoplasia intraepiteliale vulvare, delle verruche comuni scarsamente rispondenti ad altre terapie e la neoplasia intraepiteliale vaginale.
Rilevanti risultati estetici sono stati ottenuti con il trattamento del carcinoma basocellulare e del carcinoma a cellule squamose in situ, specie se esteso ad ampie aeree cutanee, ma la morbilità ed il disagio correlati al trattamento possono essere gravi.

Raramente il trattamento può portare ad un certo grado di cicatrici permanenti.

Recidive focali di tumore sono state osservate dopo il trattamento con imiquimod, ma sembrano essere suscettibili di escissione chirurgica.
Imiquimod possiede anche la caratteristica di mettere in evidenza lesioni che in un primo tempo erano subcliniche e facilitarne l'eliminazione da parte del sistema immunitario: queste aree di nuove lesioni emergenti a seguito della terapia possono essere evidenziate con la semplice esecuzione di fotografie delle cheratosi attiniche e dei carcinomi basocellulari superficiali del paziente, prima, durante e dopo il trattamento.

## Effetti collaterali ed indesiderati
Negli studi clinici effettuati le reazioni avverse riportate più frequentemente, e in verosimile relazione al trattamento con imiquimod crema, si verificano a carico della zona di applicazione. La frequenza di tali reazioni è variabile a seconda della malattia di base (condilomi genitali esterni, carcinoma basocellulare, cheratosi attinica) per il quale si inizia il trattamento.
- Condilomi genitali esterni

I pazienti riferiscono comunemente affaticamento, nausea, cefalea, dolori muscolari.
Oltre a questi eventi sono state registrate anche reazioni cutanee locali quali comparsa di eritema (61% dei pazienti), erosione cutanea (30%), escoriazione o desquamazione (23%) ed edema localizzato (14%).
- Carcinoma basocellulare superficiale

I disturbi riferiti con maggiore frequenza consistono in dolore dorsale, linfoadenopatia, e talvolta cefalea e disturbi simil influenzali.
Gli effetti indesiderati più disturbanti sono quelli locali e fra questi grave eritema (31% dei soggetti trattati), erosioni cutanee gravi (13%) comparsa di indurimenti cutanei e croste (19%).
Molti pazienti riferiscono anche dolore, prurito,bruciore ed irritazione nella zona di applicazione, oltre alla sensazione di parestesie. Spesso si può anche verificare un sanguinamento locale e la comparsa di papule.
- Cheratosi attinica

Il trattamento per questa malattia comporta la comparsa di effetti avversi generalizzati in gran parte sovrapponibili a quelli registrati nei pazienti dei precedenti gruppi (dolore muscolare, cefalea, nausea, linfoadenopatia) cui si aggiungono dolori articolari e perdita di appetito, presenti ma con minor frequenza negli altri gruppi.
Anche per questi pazienti gli effetti avversi più disturbanti sono quelli locali comportanti irritazione della zona di applicazione della crema (14% dei pazienti), prurito e bruciore dell'area lesa (5%). Estremamente comune l'eritema grave, l'indurimento cutaneo e la formazione di croste (frequenza registrata intorno al 20%).
In tutti i gruppi di pazienti le reazioni cutanee locali (eritema, indurimento ecc.) sono verosimilmente in relazione ad un'estensione degli effetti farmacologici propri di imiquimod crema. Inoltre con grande frequenza in tutti i gruppi di pazienti si possono verificare sovrainfezioni locali associate alla comparsa di pustole, oltre che ipopigmentazione cutanea oppure iperpigmentazione localizzata.

## Controindicazioni
Imiquimod è controindicato nei soggetti con ipersensibilità nota al principio attivo oppure ad uno qualsiasi degli eccipienti utilizzati nella forma farmaceutica.

## Dosi terapeutiche
- Condilomi genitali esterni

La crema viene applicata 3 volte alla settimana, prima di coricarsi e deve essere lasciata ad agire sulla cute per circa 6-10 ore. Il trattamento deve proseguire fino alla scomparsa delle lesioni, per un periodo massimo di 16 settimane.
- Carcinomi basocellulari superficiali

La crema viene applicata 5 volte alla settimana, prima di coricarsi e deve restare sulla cute per circa 8 ore. Il trattamento deve proseguire per un periodo di 6 settimane.
- Cheratosi attinica

La crema va applicata prima di coricarsi, 3 volte alla settimana e lasciata ad agire sulla pelle per circa 8 ore. La quantità di crema da utilizzarsi deve essere sufficiente a ricoprire l'area interessata dalle lesioni. Il trattamento deve proseguire per un periodo di 4 settimane.
Una volta sospesa l'applicazione nel mese immediatamente successivo si deve valutare l'avvenuta guarigione. In caso di necessità, al persistere di segni di cheratosi attinica nella zona già trattata, si può riprendere il trattamento per ulteriori 4 settimane.

## Gravidanza e allattamento
Studi sperimentali eseguiti sugli animali non hanno evidenziato effetti dannosi diretti o indiretti sullo sviluppo dell'embrione o del feto, o sullo sviluppo post-natale. Allo stato attuale non esistono studi adeguati e controllati inerenti l'uso di imiquimod in donne in stato di gravidanza.

La Food and Drug Administration ha inserito imiquimod in classe C per l'impiego in gravidanza. In questa classe sono inseriti farmaci i cui studi sugli animali hanno rilevato effetti dannosi sul feto, effetto teratogenico, letale o altro, e per i quali non sono disponibili studi controllati in donne oppure farmaci per i quali non sono disponibili studi né sull'uomo né sull'animale.

## Interazioni
Non esistono studi clinici adeguati sulle possibili interazioni tra imiquimod ed altri farmaci.
Dal punto di vista teorico le interazioni con farmaci sistemici dovrebbero essere alquanto limitate in considerazione dello scarso assorbimento cutaneo di imiquimod applicato come crema.